# Deeringia polysperma
Deeringia polysperma är en amarantväxtart som först beskrevs av William Roxburgh, och fick sitt nu gällande namn av Horace Bénédict Alfred Moquin-Tandon. Deeringia polysperma ingår i släktet Deeringia, och familjen amarantväxter. Inga underarter finns listade i Catalogue of Life.